# Giáo phận vương quyền Augsburg
Giáo phận vương quyền Augsburg (tiếng Đức: Fürstbistum Augsburg; Hochstift Augsburg; tiếng Anh: Prince-Bishopric of Augsburg) là một nhà nước giáo hội thuộc Đế chế La Mã Thần thánh. Không nên nhầm lẫn nó với Giáo phận Augsburg, có diện tích lớn hơn, nơi mà Giám mục vương quyền của Augsburg chỉ có quyền đại diện về tôn giáo.
Thành phố Augsburg sau đó đã được Hoàng đế La Mã Thần thánh trao quyền Thành bang đế chế, trở thành một Địa vị Hoàng gia trong đế chế, tách biệt khỏi quyền cai trị của các Giám mục vương quyền Augsburg. Lãnh thổ của Giáo phận vương quyền rộng khoảng 2.365 km2 và có khoảng 100.000 dân vào thời điểm nó được sáp nhập vào Tuyển hầu quốc Bayern trong giai đoạn Trực tiếp hóa quyền lực Đức (Tập trung quyền lực các bang Đức).

## Thời kỳ đầu
Thành phố Augsburg từ thời cổ đại đã được học giả người Hy Lạp Strabo ghi chép lại và gọi nó là Damasia, thành trì của người Licatii; Vào năm 14 TrCN, nó trở thành thuộc địa của Đế quốc La Mã và được gọi là Augusta Vindelicorum, đã được Hoàng đế Hadrianus trao quyền thành phố và nhanh chóng trở nên quan trọng khi đế chế biến nó thành một điểm giao thương và kho vũ khí cho quân đồn trú La Mã.
Những người lính La Mã và thương nhân đã mang Cơ đốc giáo đến với lãnh địa này. Thánh Afra đã tử vì đạo trong cuộc đàn áp ở Diocletian. Vì thế mà thánh nữ này cùng với Thánh Ulrich đã trở thành thánh bảo trợ của Augsburg. Vào thế kỷ IV, dưới thời Giám mục Narcissus một cộng đồng Kitô giáo đã hình thành ở nơi này. Dionysius, chú của Thánh Afra, được coi là người kế vị của Narcissus.

## Thời kỳ Trung cổ
Công quốc giáo phận Augsburg ra đời từ thế kỷ 11 đến thế kỷ 13 từ nhiều vụ mua lại lãnh thổ của các giám mục Augsburg. Nó trải qua một sự mở rộng đáng kể vào năm 1059, khi hoàng hậu Agnes von Poitou, người chịu trách nhiệm quản lý đế chế cho con trai mình là Heinrich, chưa đủ tuổi, đã ban cho giám mục Augsburg Heinrich II quyền săn bắn giữa sông Lech, sông Iller, Wertach và sông Singold.  Vào khoảng năm 1450, Hochstift là một lãnh thổ tương đối khép kín. Năm 1453, Công tước Siegmund của Tirol xác nhận các quyền của Thân vương Tổng giám mục cầm quyền của Augsburg, Peter von Schaumberg, đối với tài sản của ông trong Thung lũng Inn và vùng sông Etsch.
Từ thế kỷ 13 đã có những tranh chấp giữ dội giữa thành phố đế quốc tự do Augsburg ngày càng độc lập và Công quốc giáo phận, do đó vào thế kỷ 15, dinh thự chính của các thân vương giáo phận đã được chuyển đến Dillingen bên sông Donau.

## Thời kỳ cải cách
Thân vương giáo phận Otto Truchsess von Waldburg đã thành lập Đại học Dillingen vào năm 1549, đặt trường này dưới sự lãnh đạo của các tu sĩ Dòng Tên vào năm 1563 và biến nó thành trung tâm của Phong trào Phản cải cách.

## Cách mạng Pháp và thế tục hóa
Clemens Wenzeslaus von Sachsen là thân vương giáo phận cuối cùng của Augsburg và là người cai trị công quốc giáo phận bị giải thể trong thời kỳ thế tục hóa 1802/03. Quyền sở hữu của công quốc giáo phận trong thành phố Augsburg ban đầu được giao cho thành phố đế quốc Augsburg. Với Hòa ước Pressburg ngày 26 tháng 12 năm 1805, Augsburg, vốn đã bị quân đội Bayern chiếm đóng vào ngày 21 tháng 12, mất quyền thành phố đế quốc tự do và cũng rơi vào tay Vương quốc Bayern.

## Hình ảnh

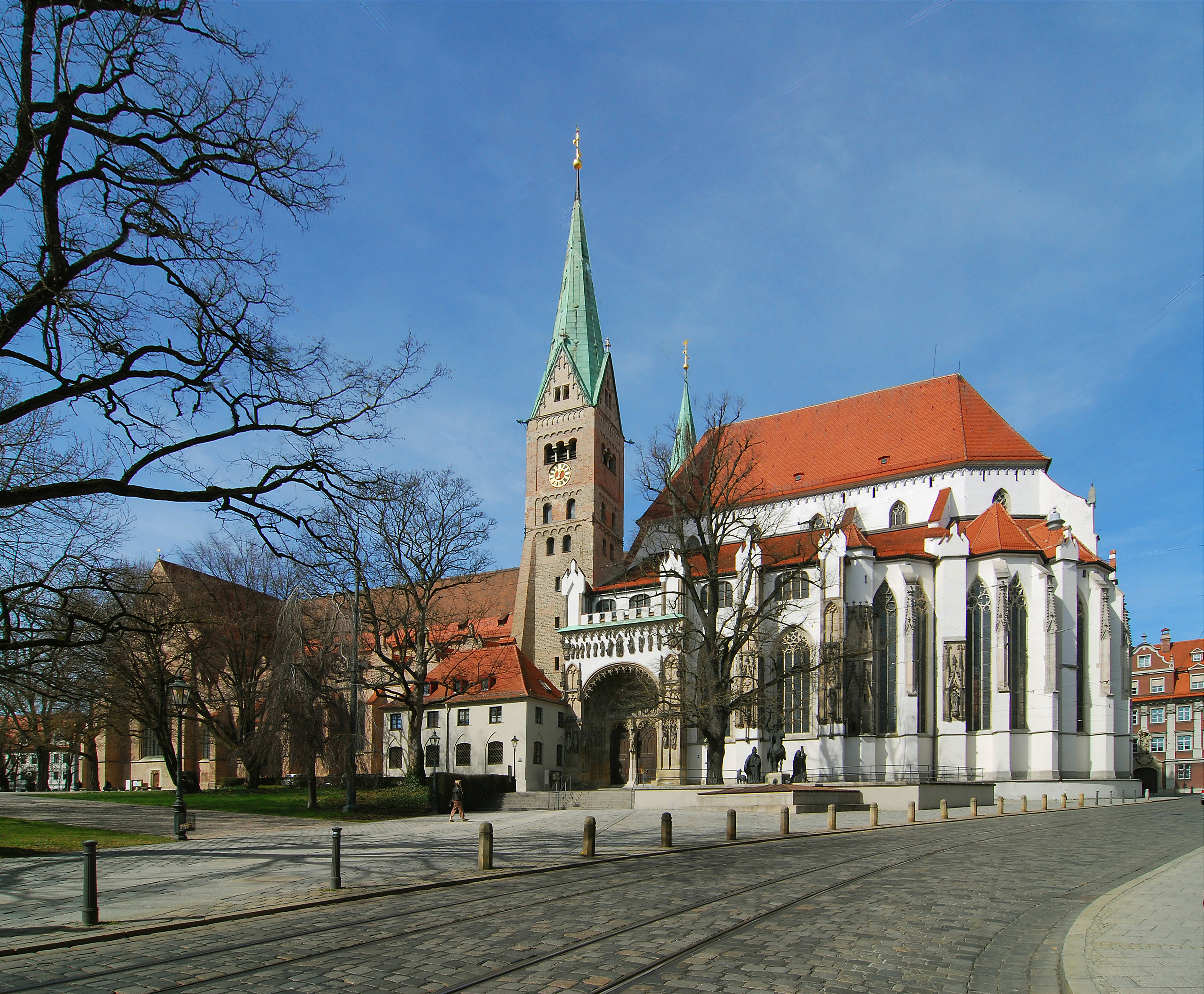
Die Hohe Domkirche zu Augsburg
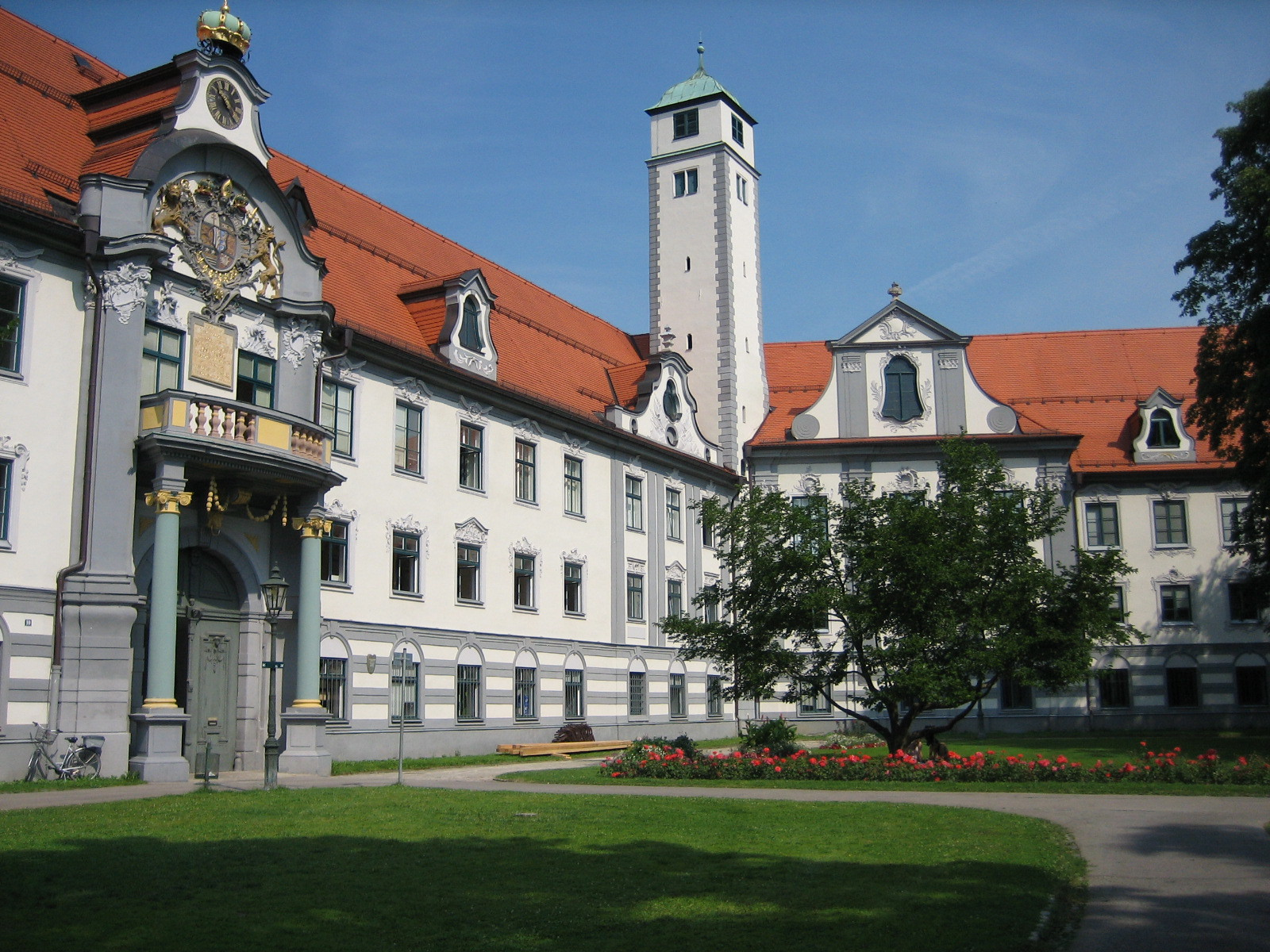
Cung điện công quốc giáo phận
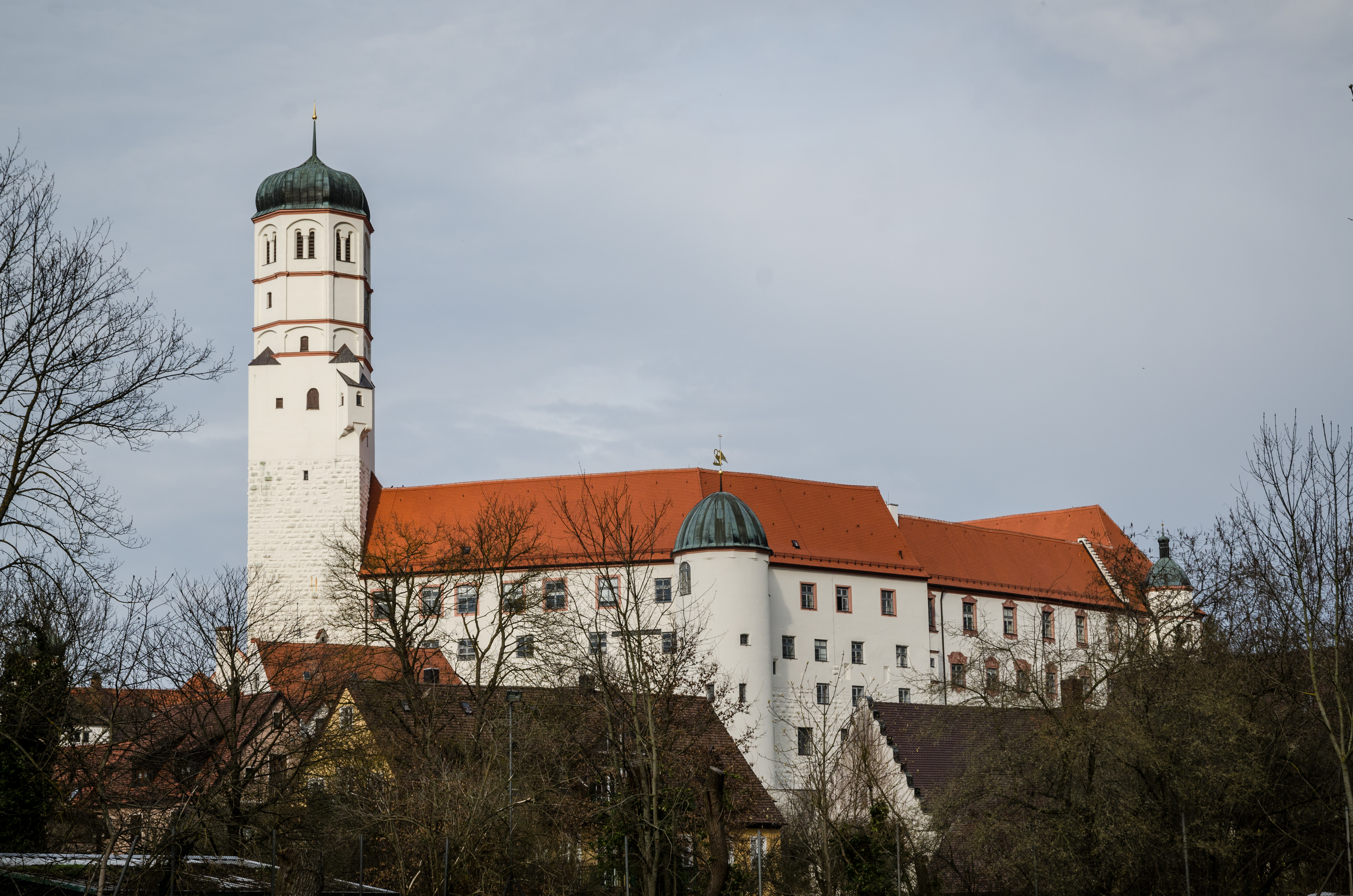
Lâu đài Dillingen
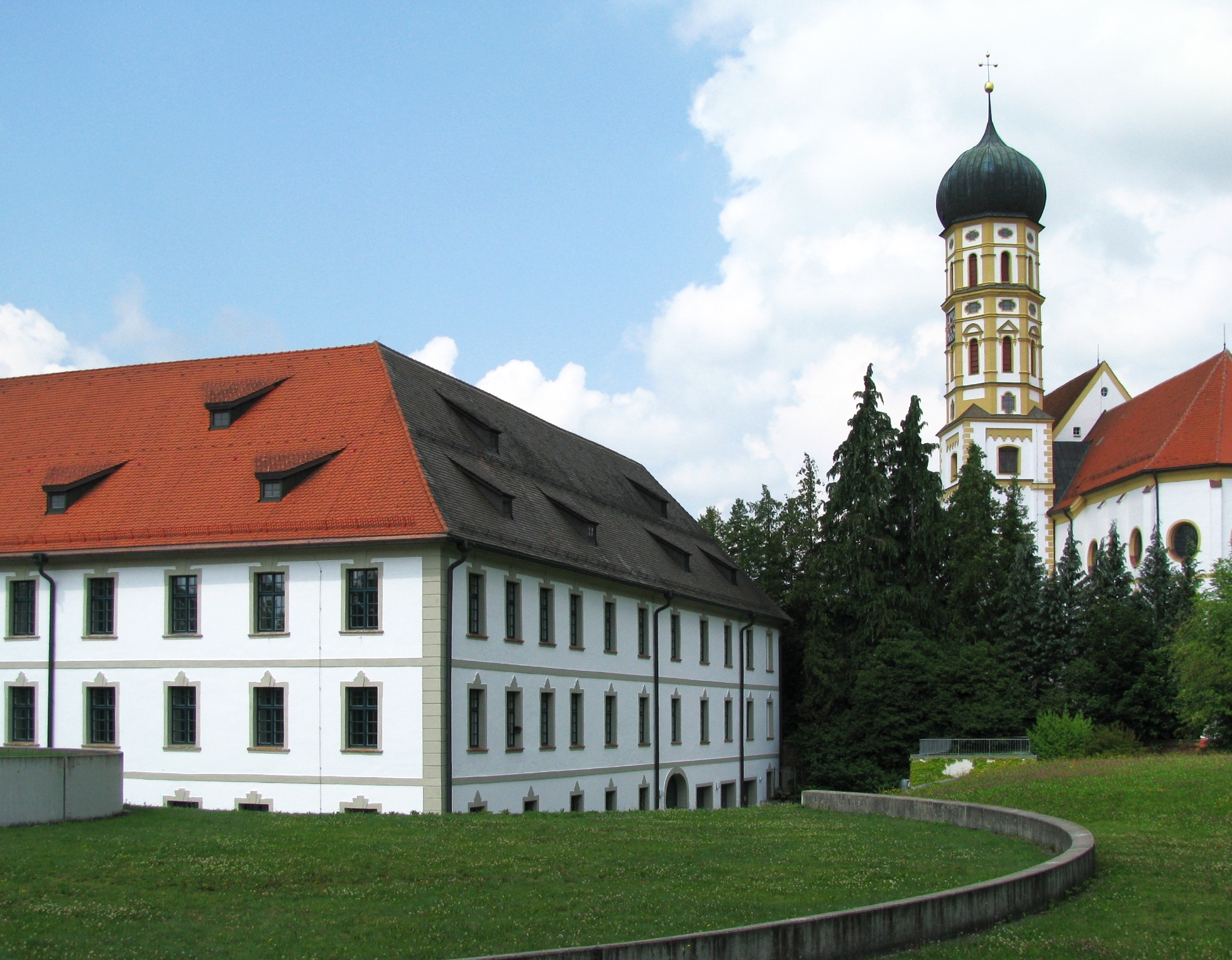
Lâu đài Marktoberdorf
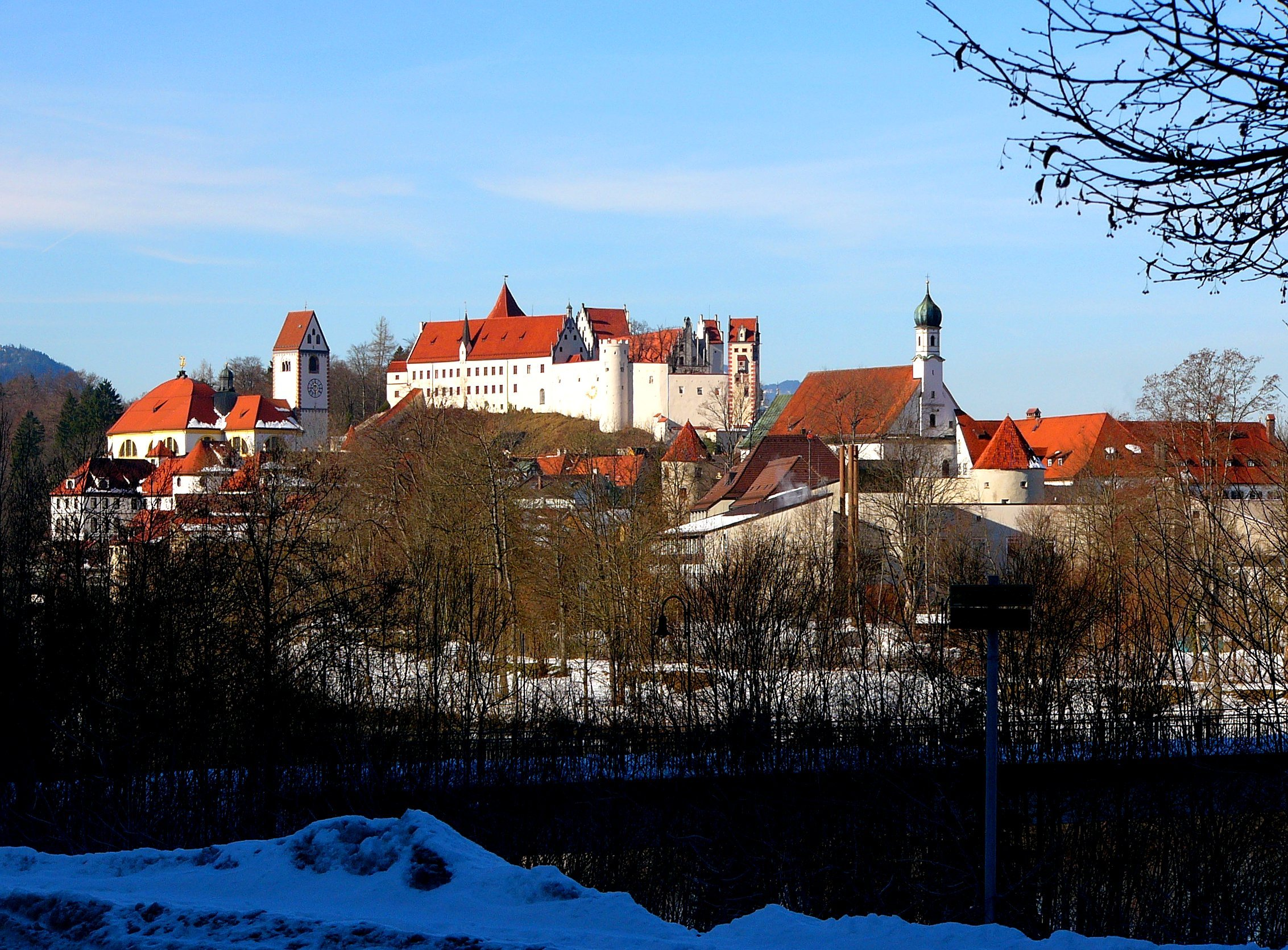
Lâu đài Füssen
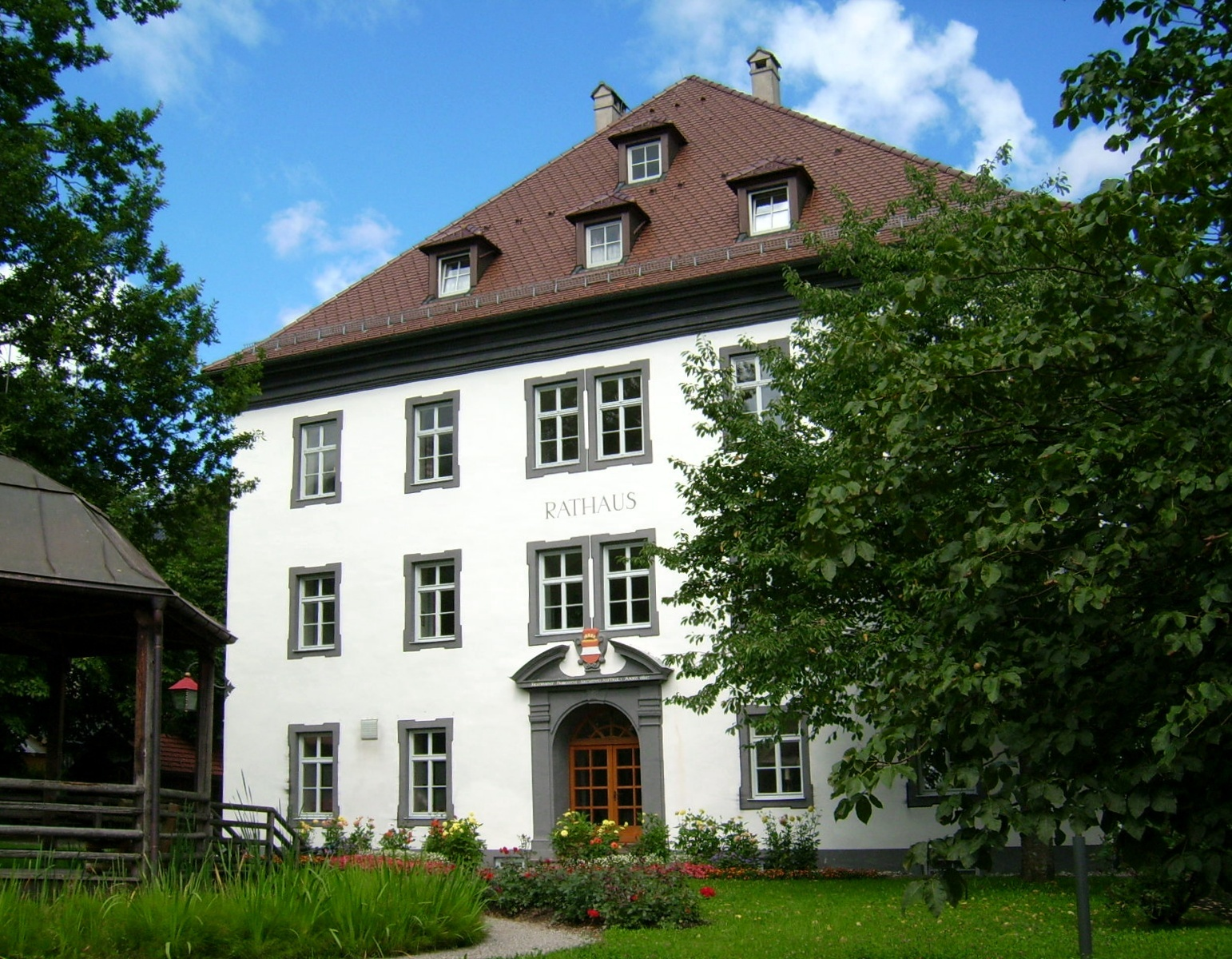
Lâu đài Hindelang (bây giờ là tòa thị sảnh)